# Reichsausschuss zum Schutze des deutschen Blutes
Der Reichsausschuss zum Schutze des deutschen Blutes war ein Gremium, das zur Ausführung des rassepolitischen „Blutschutzgesetzes“ vom 15. September 1935 errichtet wurde. Es befasste sich in den Jahren 1936 und 1937 mit Eheschließungen jüdischer Mischlinge.

## Hintergrund
Nach dem Blutschutzgesetz waren Mischehen und außerehelicher Geschlechtsverkehr zwischen Juden und „Staatsangehörigen deutschen oder artverwandten Blutes“ grundsätzlich verboten und wurden als Rassenschande bestraft.
Nach der Ersten Ausführungsverordnung zum Blutschutzgesetz vom 14. November 1935 bedurften „staatsangehörige jüdische Mischlinge mit zwei volljüdischen Großeltern“ zur Eheschließung mit „Staatsangehörigen deutschen oder artverwandten Blutes“ oder mit „staatsangehörigen jüdischen Mischlingen, die nur einen volljüdischen Großelternteil haben“ der Genehmigung des Reichsinnenministers (Wilhelm Frick) und des Stellvertreters des Führers (Rudolf Heß) oder der von ihnen bestimmten Stelle. Das Verfahren sollte der Reichsinnenminister im Einvernehmen mit dem Stellvertreter des Führers regeln.
Von Gesetzes wegen waren bei der Entscheidung „die körperlichen, seelischen und charakterlichen Eigenschaften des Antragstellers“ zu berücksichtigen, „die Dauer der Ansässigkeit seiner Familie in Deutschland, seine oder seines Vaters Teilnahme am Weltkrieg und seine sonstige Familiengeschichte“. Beide Verlobte mussten außerdem ein Ehetauglichkeitszeugnis nach dem Ehegesundheitsgesetz vorlegen zum Nachweis, dass aus der Ehe keine „die Reinerhaltung des deutschen Blutes gefährdende Nachkommenschaft zu erwarten ist“. Hier schon scheiterten zahlreiche Antragsteller.
Dem Antrag waren ferner polizeiliche Führungszeugnisse und Stellungnahmen des Gauamtes für Volksgesundheit und der NSDAP-Gauleitung beizufügen. Auf dieser Grundlage sprach ein Beauftragter der Landesinnenministeriums eine Empfehlung aus und reichte das Material an den Reichsausschuss weiter. Dieser legte seinerseits Wilhelm Frick und Rudolf Heß eine nicht bindende Empfehlung vor.

## Organisation
Auf Grund des Runderlasses vom 23. Dezember 1935 wurde der Reichsausschuss für Eheangelegenheiten bzw. der Reichsausschuss für Ehegenehmigungen beim Reichsministerium des Innern gebildet und im Januar 1936 in Reichsausschuss zum Schutze des deutschen Blutes umbenannt. Er trat am 9. Juni 1936 erstmals zusammen und beriet über „Ehehindernisse wegen jüdischen Bluteinschlages“.
Der Reichsausschuss gehörte zum Zuständigkeitsbereich des Staatssekretärs im Reichsinnenministerium Wilhelm Stuckart, der auch dem Ausschuss vorsaß. Die zuständige Abteilung I, Gruppe 6: „Rasserecht und Rassepolitik“ wurde dort geleitet von Bernhard Lösener, Referent war Hans Globke.
Dem Ausschuss gehörten 7 von Adolf Hitler auf Vorschlag von Wilhelm Frick und Rudolf Heß ernannte Mitglieder an, die in den Jahren seines Bestehens zwölf Sitzungen abhielten. Die meisten ordentlichen Mitglieder waren nur bei der konstituierenden Sitzung anwesend und ließen sich später durch ihre dort gewählten Stellvertreter vertreten.

## Mitglieder
(Quelle:)

### Ordentliche Mitglieder
- Wilhelm Stuckart (Vorsitzender)
- Hermann Brauneck (stellvertretender Vorsitzender)
- Walter Groß
- Arthur Julius Gütt
- Oswald Pohl[14]
- Erich Volkmar
- Gerhard Wagner

### Stellvertretende Mitglieder
- Kurt Blome
- Ernst Brandis[15]
- Herbert Linden
- Paul Müller
- Schiffer, Bürgermeister von Lauenburg in Pommern[16]
- Alfred Schliz, Oberstaatsanwalt
- Bruno Kurt Schultz

## Tätigkeit
Bis zur 11. Sitzung des Ausschusses im März 1937 waren 712 Anträge eingegangen, die zu 98 Ablehnungen und zur Einschätzung von 13 Zweifelsfällen führten. Die große Mehrzahl der Gesuche blieb unbearbeitet. Hatte der Ausschuss seine Empfehlung ausgesprochen, sollten Frick und Heß endgültig entscheiden. Später leiteten die regionalen Behörden die Anträge direkt an das Reichsministerium des Innern, bis die Bearbeitung dort mit einem Erlass vom März 1942 generell eingestellt wurde. Insgesamt wurde nur eine äußerst geringe Anzahl (weit unter 1 %) der Anträge befürwortet.

## Nach Kriegsende
Der Reichsausschuss zum Schutze des deutschen Blutes wurde durch den Alliierten Kontrollrat am 10. Oktober 1945 mit dem Kontrollratsgesetz Nr. 2 (Auflösung und Liquidierung der Naziorganisationen) aufgelöst und verboten. Das Vermögen wurde beschlagnahmt.
1950 wurde ein „Bundesgesetz über die Anerkennung freier Ehen“ (BGBl. I, S. 226) für politisch Verfolgte erlassen, denen aufgrund nationalsozialistischer Gesetze die Eheschließung verweigert worden war.